# کمپ لمونیه
کمپ لمونیه (به عربی: معسکر لیمونیه) یک منطقهٔ مسکونی در جیبوتی است که در جیبوتی واقع شده‌است.